# Ascidiogyne
Ascidiogyne é um género botânico pertencente à família Asteraceae.